# Нікос Дабізас
Нікос Дабізас (грец. Νίκος Νταμπίζας, нар. 3 серпня 1973, Птолемаїда) — колишній грецький футболіст, що грав на позиції захисника.
Виступав на батьківщині за «Олімпіакос», з яким став чемпіоном Греції та «Ларису», у складі якої став володарем кубка Греції. Крім того грав в англійських клубах «Ньюкасл Юнайтед» та «Лестер Сіті», а також за національну збірну Греції, у складі якої є чемпіоном Європи.

## Клубна кар'єра
Народився 3 серпня 1973 року в місті Птолемаїда. Вихованець футбольної школи клубу «Понті Верія», за основну команду якої  грав з 1991 по 1994 рік у нижчих дивізіонах Греції.
В елітному дивізіоні дебютував 1994 року виступами за «Олімпіакос», в якому провів чотири сезони, взявши участь у 103 матчах чемпіонату. Більшість часу, проведеного у складі «Олімпіакоса», був основним гравцем захисту команди. За цей час 1997 року з командою виборював титул чемпіона Греції.
Своєю грою за цю команду привернув увагу представників тренерського штабу клубу «Ньюкасл Юнайтед», до складу якого приєднався в березні 1998 року. Відіграв за команду з Ньюкасла наступні п'ять сезонів своєї ігрової кар'єри, причому у 1998 та 1999 роках з командою двічі доходив до фіналу кубка Англії, проте обидва вирішальні матчі «сороки» програли. Влітку 2003 року футболіст отримав статус вільного агента, а майже відразу, в червні, потрапив в автомобільну аварію. Вранці футболіст їхав по прибережній дорозі, не впорався з керуванням і врізався в огорожу. В той же день 29-річному захисникові, який отримав невеликі пошкодження носа і чола, зробили операцію на руці. Ця травма не дозволила гравцю знайти собі команду в літнє міжсезоння.
В січні 2004 року на правах вільного агента підписав контракт з англійським «Лестер Сіті». За підсумками сезону «лиси» вилетіли з Прем'єр-ліги, проте Дабізас продовжив виступати в команді, де провів ще один сезон у Чемпіоншипі, після чого у травні покинув команду.
В серпні 2005 року став гравцем «Лариси», за яку відіграв 6 сезонів і протягом довгого часу був капітаном команди. 2007 року саме Дабізас виводив команду на фінальний матч Кубка Греції проти «Панатінаїкоса», який його команда виграла 2:1 Завершив професійну кар'єру футболіста виступами за «Ларису» у серпні 2011 року.

## Виступи за збірну
12 жовтня 1994 року дебютував в офіційних матчах у складі національної збірної Греції в домашньому матчі проти збірної Фінляндії (4:0) у кваліфікації до Євро-1996 і з тих пір регулярно залучався в національну команду. 
У відбірковому етапі до Євро-2004 був основним захисником команди, виходячи на поле в основному складі в кожному матчі грецької переможної кампанії. Він провів на полі, кожну хвилину з перших шести ігор, після чого через кілька годин після перемоги над збірною України потрапив в автокатастрофу і зламав руку, через що наступні матчі пропустив. 
Незважаючи на це Дабізас був включений в заявку команди на чемпіонаті Європи 2004 року у Португалії, здобувши того року титул континентального чемпіона. Проте на поле так жодного разу і не вийшов і наступний матч за збірну провів проти збірної Чехії вже в серпні 2004 року, вийшовши на заміну. Останню свою зустріч у футболці національної команди захисник провів у вересні 2004 року у відбірковому циклі чемпіонату світу проти збірної Албанії, після чого головний тренер «еллінів» Отто Рехагель перестав викликати гравця.
Всього протягом кар'єри у національній команді, яка тривала 11 років, провів у формі головної команди країни 70 матчів.

## Титули і досягнення
- Чемпіон Греції (1):

«Олімпіакос»: 1996-97
- Володар Кубка Греції (1):

«Лариса»: 2006-07
- Чемпіон Європи (1):

Греція: 2004